# The Shadow Theory
Albums de Kamelot
Haven
(2015)
The Shadow Theory est le douzième album studio du groupe de power metal américain Kamelot. L'album est produit par Sascha Paeth et est sorti le 6 avril 2018. Les invités sur l'album comprennent Lauren Hart (Once Human) et Jennifer Haben (Beyond the Black).
C'est le premier album studio à mettre en vedette Johan Nunez, remplaçant Casey Grillo à la batterie[réf. nécessaire], qui avait quitté le groupe le 5 février 2018 afin de poursuivre d'autres opportunités musicales et de tournées et de se concentrer sur sa compagnie de batterie.

## Liste des pistes
| 1.  | The Mission                         |  | 1:30 |
| 2.  | Phantom Divine (Shadow Empire)      |  | 4:05 |
| 3.  | RavenLight                          |  | 3:38 |
| 4.  | Amnesiac                            |  | 3:40 |
| 5.  | Burns to Embrace                    |  | 5:53 |
| 6.  | In Twilight Hours ft Jennifer Haben |  | 4:15 |
| 7.  | Kevlar Skin                         |  | 4:05 |
| 8.  | Static                              |  | 3:58 |
| 9.  | MindFall Remedy                     |  | 3:22 |
| 10. | Stories Unheard                     |  | 4:24 |
| 11. | Vespertine (My Crimson Bride)       |  | 3:58 |
| 12. | The Proud and the Broken            |  | 6:24 |
| 13. | Ministrium (Shadow Key)             |  | 3:02 |

| 14. | Angel of Refraction |  |  |

| 1. | Phantom Divine (Shadow Empire) (instrumental version) |  | 4:07 |
| 2. | RavenLight (instrumental version)                     |  | 3:38 |
| 3. | Amnesiac (instrumental version)                       |  | 3:38 |
| 4. | Burns to Embrace (instrumental version)               |  | 5:53 |
| 5. | Kevlar Skin (instrumental version)                    |  | 4:05 |
| 6. | The Proud and the Broken (instrumental version)       |  | 6:25 |
| 7. | The Last Day of Sunlight                              |  | 4:20 |